# Elecciones municipales de Chiclayo de 2010
Las elecciones municipales de Chiclayo de 2010 se llevaron a cabo el 3 de octubre de 2010 para elegir al alcalde y al Concejo Provincial de Chiclayo para el periodo 2011-2014. La elección se celebró simultáneamente con elecciones regionales y municipales (provinciales y distritales) en todo el Perú.

## Sistema electoral
La Municipalidad Provincial de Chiclayo es el órgano administrativo y de gobierno de la provincia de Chiclayo. Está compuesta por el alcalde y el Concejo Provincial.
La votación del alcalde y el concejo se realiza en base al sufragio universal, que comprende a todos los ciudadanos nacionales mayores de dieciocho años, empadronados y residentes en la provincia de Chiclayo y en pleno goce de sus derechos políticos, así como a los ciudadanos no nacionales residentes y empadronados en la provincia de Chiclayo.
El Concejo Provincial de Chiclayo está compuesto por 15 regidores elegidos por sufragio directo para un período de cuatro (4) años, en forma conjunta con la elección del alcalde (quien lo preside). La votación es por lista cerrada y bloqueada. Se asigna a la lista ganadora los escaños según el método d'Hondt o la mitad más uno, lo que más le favorezca.

## Composición del Concejo Provincial de Chiclayo
La siguiente tabla muestra la composición del Concejo Provincial de Chiclayo antes de las elecciones.
| Partidos | Partidos                             | Regidores |
| -------- | ------------------------------------ | --------- |
|          | Todos por Lambayeque - Manos Limpias | 9         |
|          | Partido Aprista Peruano              | 2         |
|          | Acción Popular                       | 2         |
|          | Siempre Adelante                     | 1         |
|          | Amistad Solidaria Independiente      | 1         |

## Partidos y candidatos
A continuación se muestra una lista de los principales partidos y alianzas electorales que participaron en las elecciones:
| Candidatura | Candidatura   | Partidos y alianzas                                              | Candidatos | Candidatos               | Ideología                                                          | Resultado previo | Resultado previo | Ref. |
| Candidatura | Candidatura   | Partidos y alianzas                                              | Candidatos | Candidatos               | Ideología                                                          | Votos (%)        | Reg.             | Ref. |
| ----------- | ------------- | ---------------------------------------------------------------- | ---------- | ------------------------ | ------------------------------------------------------------------ | ---------------- | ---------------- | ---- |
|             | Manos Limpias | Lista - Movimiento Regional de las Manos Limpias (Manos Limpias) |            | Roberto Torres Gonzales  | Regionalismo lambayecano                                           | 27.99%           | 8                |      |
|             | TxL           | Lista - Movimiento Independiente Todos por Lambayeque (TxL)      |            | Moisés Cornejo Chinguel  | Regionalismo lambayecano                                           | 27.99%           | 1                |      |
|             | APRA          | Lista - Partido Aprista Peruano (APRA)                           |            | José Cabrejos Tarrillo   | Aprismo                                                            | 18.78%           | 2                |      |
|             | AP            | Lista - Acción Popular (AP)                                      |            | Janet Cubas Carranza     | Humanismo Nacionalismo cívico Reformismo                           | 15.81%           | 2                |      |
|             | APP           | Lista - Alianza para el Progreso (APP)                           |            | Carlos Uriarte Núñez     | Liberalismo económico Conservadurismo liberal Populismo de derecha | 4.75%            | 0                |      |
|             | RN            | Lista - Restauración Nacional (RN)                               |            | Víctor Zafra Samamé      | Liberalismo económico Conservadurismo social Humanismo cristiano   | 2.91%            | 0                |      |
|             | PPC           | Lista - Partido Popular Cristiano (PPC)                          |            | Fredys Trujillo Custodio | Democracia cristiana Conservadurismo social Liberalismo económico  | 2.42%            | 0                |      |
|             | PP            | Lista - Perú Posible (PP)                                        |            | Elmer Rivasplata Mendoza | Socioliberalismo Democracia liberal Tercera vía                    | Nuevo            | Nuevo            |      |
|             | PHP           | Lista - Partido Humanista Peruano (PHP)                          |            | Jorge Barreto Navarro    | Humanismo Socialismo Ecosocialismo                                 | Nuevo            | Nuevo            |      |
|             | FDP           | Lista - Fonavistas del Perú (FDP)                                |            | Merly Berrios Sánchez    | Socialismo Nacionalismo de izquierda Ecologismo                    | Nuevo            | Nuevo            |      |
|             | F2011         | Lista - Fuerza 2011 (F2011)                                      |            | Jorge Nakazaki Servigón  | Fujimorismo Conservadurismo social Populismo de derecha            | Nuevo            | Nuevo            |      |
|             | FSP           | Lista - Fuerza Social Progresista (FSP)                          |            | Arturo Castillo Chirinos | Regionalismo lambayecano                                           | Nuevo            | Nuevo            |      |

## Resultados

### Sumario general
|                        |                                                          |              |              |              |           |           |  |  |
| Partidos y coaliciones | Partidos y coaliciones                                   | Voto popular | Voto popular | Voto popular | Regidores | Regidores |  |  |
| Partidos y coaliciones | Partidos y coaliciones                                   | Votos        | %            | ±pp          | Total     | +/−       |  |  |
|                        | Movimiento Regional de las Manos Limpias (Manos Limpias) | 108,954      | 28.99        | n/a          | 9         | +1        |  |  |
|                        | Fuerza Social Progresista (FSP)                          | 56,340       | 14.99        | Nuevo        | 2         | +2        |  |  |
|                        | Alianza para el Progreso (APP)                           | 55,855       | 14.86        | +10.11       | 2         | +2        |  |  |
|                        | Partido Aprista Peruano (APRA)                           | 38,414       | 10.22        | –8.56        | 1         | –1        |  |  |
|                        | Movimiento Independiente Todos por Lambayeque (TxL)      | 29,471       | 7.84         | n/a          | 1         | ±0        |  |  |
|                        | Partido Humanista Peruano (PHP)                          | 26,118       | 6.95         | Nuevo        | 0         | ±0        |  |  |
|                        | Fuerza 2011 (F2011)                                      | 23,402       | 6.23         | Nuevo        | 0         | ±0        |  |  |
|                        | Acción Popular (AP)                                      | 13,597       | 3.62         | –12.19       | 0         | –2        |  |  |
|                        | Perú Posible (PP)                                        | 9,518        | 2.53         | n/a          | 0         | ±0        |  |  |
|                        | Fonavistas del Perú (FDP)                                | 5,400        | 1.44         | Nuevo        | 0         | ±0        |  |  |
|                        | Partido Popular Cristiano (PPC)                          | 5,033        | 1.34         | n/a          | 0         | ±0        |  |  |
|                        | Restauración Nacional (RN)                               | 3,773        | 1.00         | –1.91        | 0         | ±0        |  |  |
|                        |                                                          |              |              |              |           |           |  |  |
| Total                  | Total                                                    | 375,875      |              |              | 15        | ±0        |  |  |
|                        |                                                          |              |              |              |           |           |  |  |
| Votos válidos          | Votos válidos                                            | 375,875      | 81.38        | –3.67        |           |           |  |  |
| Votos en blanco        | Votos en blanco                                          | 40,602       | 8.79         | +1.02        |           |           |  |  |
| Votos nulos            | Votos nulos                                              | 45,421       | 9.83         | +2.65        |           |           |  |  |
| Votos emitidos         | Votos emitidos                                           | 461,898      | 86.31        | –0.40        |           |           |  |  |
| Abstenciones           | Abstenciones                                             | 73,273       | 13.69        | +0.40        |           |           |  |  |
| Votantes registrados   | Votantes registrados                                     | 535,171      |              |              |           |           |  |  |
|                        |                                                          |              |              |              |           |           |  |  |
| Fuente:                |                                                          |              |              |              |           |           |  |  |

´

### Concejo Provincial de Chiclayo
| Cargo                           | Autoridad electa                | Partido político | Partido político                              |
| ------------------------------- | ------------------------------- | ---------------- | --------------------------------------------- |
| Alcalde Provincial de Chiclayo  | Roberto Torres Gonzales         |                  | Movimiento Regional de las Manos Limpias      |
| Regidor Provincial de Chiclayo  | Clemente Ramírez Prado          |                  | Movimiento Regional de las Manos Limpias      |
| Regidora Provincial de Chiclayo | Luz Montenegro Dávila           |                  | Movimiento Regional de las Manos Limpias      |
| Regidora Provincial de Chiclayo | Sheyla Fernández Bautista       |                  | Movimiento Regional de las Manos Limpias      |
| Regidor Provincial de Chiclayo  | Heriberto Gonzáles Latorre      |                  | Movimiento Regional de las Manos Limpias      |
| Regidora Provincial de Chiclayo | Celinda Ortíz Prieto            |                  | Movimiento Regional de las Manos Limpias      |
| Regidora Provincial de Chiclayo | Coeli Sarmiento Torres          |                  | Movimiento Regional de las Manos Limpias      |
| Regidora Provincial de Chiclayo | Blanca Carhuallanqui Heredia    |                  | Movimiento Regional de las Manos Limpias      |
| Regidor Provincial de Chiclayo  | Marco Antonio Arrascue Pasapera |                  | Movimiento Regional de las Manos Limpias      |
| Regidor Provincial de Chiclayo  | Rolan Alarcón Rojas             |                  | Movimiento Regional de las Manos Limpias      |
| Regidor Provincial de Chiclayo  | Manuel Cabrejos Tarrillo        |                  | Fuerza Social Progresista                     |
| Regidor Provincial de Chiclayo  | Víctor Alfaro La Torre          |                  | Fuerza Social Progresista                     |
| Regidor Provincial de Chiclayo  | Guillermo Segura Díaz           |                  | Alianza para el Progreso                      |
| Regidor Provincial de Chiclayo  | Edwin Vásquez Sánchez           |                  | Alianza para el Progreso                      |
| Regidor Provincial de Chiclayo  | Francisco Muro Moreno           |                  | Partido Aprista Peruano                       |
| Regidor Provincial de Chiclayo  | Feliberto Ramos Villena         |                  | Movimiento Independiente Todos por Lambayeque |

## Elecciones municipales distritales

### Resultados por distrito
La siguiente tabla enumera el control de los distritos de la provincia de Chiclayo. El cambio de mando de una organización política se resalta del color de ese partido.
| Distrito            | Alcalde(sa) titular       | Partido político | Partido político                | Alcalde(sa) electo(a)                          | Partido político                               | Partido político                               |
| ------------------- | ------------------------- | ---------------- | ------------------------------- | ---------------------------------------------- | ---------------------------------------------- | ---------------------------------------------- |
| Cayaltí             | Carlos Arvañil Saldaña    |                  | Siempre Adelante                | Harles Esquives Pizarro                        |                                                | Mayoría Autónoma Cayaltí                       |
| Chongoyape          | Fernando Valera Abanto    |                  | Partido Aprista Peruano         | Agustín Lozano Saavedra                        |                                                | Alianza para el Progreso                       |
| Eten                | José Ñiquén Sandoval      |                  | Todos por Lambayeque - Manos    | José Ñiquén Sandoval                           |                                                | Partido Humanista Peruano                      |
| Eten Puerto         | Jaime Contreras Rivas     |                  | Siempre Adelante                | Jaime Contreras Rivas                          |                                                | Manos Limpias                                  |
| José Leonardo Ortiz | Javier Castro Cruz        |                  | Todos por Lambayeque - Manos    | Raúl Cieza Vásquez                             |                                                | Partido Humanista Peruano                      |
| La Victoria         | Anselmo Lozano Centurión  |                  | Todos por Lambayeque - Manos    | Anselmo Lozano Centurión                       |                                                | Todos por Lambayeque                           |
| Lagunas             | Pedro Pejerrey Manzanares |                  | Todos por Lambayeque - Manos    | Johnny Sernaque Cruz                           |                                                | Alianza para el Progreso                       |
| Monsefú             | Lázaro Puicón Albino      |                  | Amistad Solidaria Independiente | Rita Ayasta de Díaz                            |                                                | Todos por Lambayeque                           |
| Nueva Arica         | José Cátedra Ramírez      |                  | Alianza para el Progreso        | Augusto Rivas Becerra                          |                                                | Partido Aprista Peruano                        |
| Oyotún              | Segundo Aguinaga Pérez    |                  | Acción Popular                  | Segundo Vargas Pérez                           |                                                | Alianza para el Progreso                       |
| Pátapo              | Juan Ramos Díaz           |                  | Partido Aprista Peruano         | Elecciones municipales complementarias de 2011 | Elecciones municipales complementarias de 2011 | Elecciones municipales complementarias de 2011 |
| Picsi               | Jorge Pizarro Castañeda   |                  | Alianza para el Progreso        | Ángel Díaz Barturén                            |                                                | Partido Aprista Peruano                        |
| Pimentel            | César Jacinto Purizaca    |                  | Sigamos Modernizando Pimentel   | José Gonzales Ramírez                          |                                                | Fuerza Social Progresista                      |
| Pomalca             | Luis Ramos González       |                  | Partido Aprista Peruano         | Luis Orbegoso Navarro                          |                                                | Amistad Solidaria Independiente                |
| Pucalá              | Luis Gonzales Quintana    |                  | Alianza para el Progreso        | José Estela Campos                             |                                                | Partido Aprista Peruano                        |
| Reque               | Luis Meléndez León        |                  | Todos por Lambayeque - Manos    | Julio Huerta Ciurlizza                         |                                                | Alianza para el Progreso                       |
| Santa Rosa          | Andrés Palma Gordillo     |                  | Partido Aprista Peruano         | Roberto Sipion Sono                            |                                                | Fuerza 2011                                    |
| Saña                | Marco Hernández Briones   |                  | Partido Aprista Peruano         | Luis Urbina Andonaire                          |                                                | Manos Limpias                                  |
| Tumán               | Juan Romero Zeña          |                  | Integremos Tumán                | Rolando Barboza Díaz                           |                                                | Todos por Lambayeque                           |